# وزارة الداخلية (إيطاليا)
وزارة الداخلية (بالإيطالية: Ministero dell'Interno)‏ هي وكالة حكومية من إيطاليا، ومقرها في روما. إنها كذلك وزارة حكومية على مستوى مجلس الوزراء في الجمهورية الإيطالية. اعتبارا من أكتوبر 2022 ، تم تولية ماتيو بيانتيدوسي ، المحافظ السابق لروما ، هو كوزير حالي لوزارة الداخلية الإيطالية.